# Tenné
Tenné (иногда используется tenny или tawny; на русский язык переводится как оранжевый) — нетрадиционная тинктура в геральдике. Используется в английской, французской, реже в остальных западноевропейских системах.
В различных геральдических системах носит название tenné (или производные от этого слова), которое происходит от танина. Танин использовался для дубления кожи, данный цвет в гербах первоначально использовался для графической передачи цвета кожи, в том числе дублённой. Данная тинктура объединяет коричневый и оранжевый цвета. Иногда оранжевый цвет выделяют в отдельную тинктуру (чаще всего во французской геральдике), в таком случае он называется просто «оранжевым», а под tenné подразумеваются различные оттенки коричневого.

## Шраффировка
Графически изображался в виде пересекающихся диагональных линий.
В современной геральдике показывается пересекающимися диагональными линиями справа, как зелень, и вертикальными линиями, как красный.

## Символика цвета
В трактатах по геральдике упоминается ещё коричневый цвет, а вернее, два его оттенка, используемых при описании гербов:
1. Цвет корицы (светло-коричневый) — изредка используется в английской геральдике. Англичане, если речь идёт о гербах принцев, называют его «головой дракона». Если речь шла о простых дворянах-джентльменах, то называли — гиацинтом. На рыцарских турнирах он символизировал несгибаемую волю и самообладание в любви. На латыни этот цвет назывался «puniceum», ему приписывали знак планеты (восходящий знак, Голова Дракона).
2. Горчичный (цвет львиной шерсти) — тёмно-коричневый цвет, использовался с древнейших времён, особенно в Англии. В этот цвет окрашивали знаки отличия незаконнорожденных детей дворян или же дворян, утративших своё благородство.

Этот цвет на латыни назывался «fulvus» или жёлто-коричневый (как шкура льва), на французском он именовался «minime claire» или «светло-коричневый цвет монашеской рясы младших братьев францисканцев».

## Практическое применение
В английской геральдической системе наряду с металлами, финифтями и мехами встречается особая группа второстепенных тинктур (англ. stain), куда включают и tenné. Хотя данная тинктура часто упоминается в книгах о западноевропейской геральдике, его появление на практике довольно редко. В своей работе Артур Чарльз Фокс-Дэвис утверждал, что tenné было, вероятно, изобретением Нового времени, появившимся в теоретических книгах по геральдике и не имеющим почти никакого практического применения. «Оксфордский справочник по геральдике» цитирует английский трактат конца XIV века, утверждающий, что в дополнение к двум металлам и пяти финифтям, цвет под названием tawny был создан и использовался в Священной Римской Империи и во Франции. Также данная работа цитирует книгу «The Accendance of Armory» (1562), которая отвергает существование подобной тинктуры, считая её результатом ошибки, которая попала в теоретическую геральдику.
В гербах данная тинктура встречается очень редко. На бывшем гербе Уэст-Йоркшира (1975-1986) термин tenne применялся при описании цвета верхней половины левого льва-щитодержателя. В Австралии, в гербе Северной Территории, изображения на гербовом щите символизируют наскальную живопись австралийских аборигенов, цвет гербового щита описывается как tenny, что подразумевает цвет скалы. Цвет поля щита герба французского муниципалитета Марюежоль-ле-Гардон описывается термином tenné.
В геральдике армии США под tenne подразумевается ярко-оранжевый цвет, который используется в гербах Корпуса Связи и его подразделений. В гербе 1-го кавалерийского полка цвет поля щита, на котором изображён золотой дракон, описывается как «tenné (драгунский жёлтый)» (англ. tenné (dragoon yellow)). В гербах остальных кавалерийских частей подобный цвет может описываться и как tenné, и как оранжевый.
- Герб Уэст-Йоркшира, (1975–1986), Великобритания
- Герб Северной Территории, Австралия
- Герб коммуны Марюежоль-ле-Гардон, Франция
- Герб Корпуса Связи Армии США
- Герб 1-го Кавалерийского полка армии США

На основании этих сведений, весьма пространных и противоречивых, можно считать эти два цвета не чем иным, как оттенками оранжевого.